# 기가바이트
| 바이트 크기     | 바이트 크기  | 바이트 크기 | 바이트 크기 | 바이트 크기        | 바이트 크기 |
| SI 접두어       | SI 접두어    | 전통적 용법 | 전통적 용법 | 이진 접두어        | 이진 접두어 |
| 기호(이름)      | 값           | 기호        | 값          | 기호(이름)         | V값         |
| --------------- | ------------ | ----------- | ----------- | ------------------ | ----------- |
| kB (킬로바이트) | 10001 = 103  | KB          | 10241 = 210 | KiB (키비바이트)   | 210         |
| MB (메가바이트) | 10002 = 106  | MB          | 10242 = 220 | MiB (메비바이트)   | 220         |
| GB (기가바이트) | 10003 = 109  | GB          | 10243 = 230 | GiB (기비바이트)   | 230         |
| TB (테라바이트) | 10004 = 1012 | TB          | 10244 = 240 | TiB (테비바이트)   | 240         |
| PB (페타바이트) | 10005 = 1015 | PB          | 10245 = 250 | PiB (페비바이트)   | 250         |
| EB (엑사바이트) | 10006 = 1018 | EB          | 10246 = 260 | EiB (엑스비바이트) | 260         |
| ZB (제타바이트) | 10007 = 1021 | ZB          | 10247 = 270 | ZiB (제비바이트)   | 270         |
| YB (요타바이트) | 10008 = 1024 | YB          | 10248 = 280 | YiB (요비바이트)   | 280         |

기가바이트(gigabyte, 약칭 GB)는 1000³ 바이트 또는 1024³ 바이트에 해당하는 정보의 단위이다.

## 정의
기가바이트의 정의로 다음 두 가지 뜻이 상황에 따라 사용된다.
- 1,000,000,000바이트(= 109): 컴퓨터 통신 분야, 또는 저장 장치(하드 디스크 또는 USB 디스크) 제작업체에서 이 정의를 사용한다.
- 1,073,741,824바이트(= 10243 = 230): 컴퓨터 메모리 또는 파일 크기 등을 나타낼 때 이 정의를 사용한다. 마이크로소프트 윈도우 등의 운영 체제에서 하드 디스크의 용량을 표시할 때에도 이 정의를 사용한다. 1999년부터 IEC에서는 이 크기를 나타내는 단위로 기비바이트(GiB)의 사용을 권장하였다.

## 소비자의 혼란
저장 장치의 용량이 커져 기가바이트 크기가 되면서 소비자들은 두가지 기가바이트의 정의 때문에 혼란을 겪게 되었다. 500 GB짜리 하드 디스크를 사서 컴퓨터에 설치했더니 운영 체제에서 표시되는 용량은 465 GB였기 때문이다. 이것은 500 × 109바이트 용량의 하드 디스크를 윈도우에서는 465.66 × 10243바이트로 표시하기에 나타나는 현상이다. 저장 장치를 표시하는 용량이 커지면서 킬로바이트에서는 2%, 메가바이트에서는 4%에 불과하던 차이가 기가바이트에서는 8%나 되면서 소비자는 하드 디스크 제조업체 등에 제품 불량 등으로 항의하는 일이 벌어지곤 하였다.

## 같이 보기
- 메가바이트
- 테라바이트
- 기비바이트
- SI 접두어
- 이진 접두어
- 바이트
- 기가비트